# Johanna Armfelt
Johanna Armfelt, född 1779, död 1846, var en finländsk godsägare. Hon är känd för sin efterlämnade brevsamling.